# Reserva de Producción de Fauna Marino Costera Puntilla de Santa Elena
Die Reserva de Producción de Fauna Marino Costera Puntilla de Santa Elena befindet sich an der Pazifikküste von Ecuador. Das Schutzgebiet wurde am 23. September 2008 mittels  Acuerdo Interministerial N° 1476 sowie dem Registro Oficial N° 452 vom 23. Oktober 2008 eingerichtet. Die Schutzgebietskategorie dient der nachhaltigen Entwicklung und Nutzung von Wildtierpopulationen in natürlichen oder teilweise veränderten Gebieten, hauptsächlich für die ansässige lokale Bevölkerung.

## Lage
Die Reserva de Producción de Fauna Marino Costera Puntilla de Santa Elena befindet sich an der Pazifikküste der Provinz Santa Elena. Sie liegt an der Landspitze La Chocolatera, auch bekannt als "La Puntilla", dem westlichsten Punkt der ecuadorianischen Festlandsküste, in unmittelbarer Nähe der Städte Salinas, La Libertad und Santa Elena. Das Schutzgebiet umfasst eine Meeresfläche von 52.231 ha vor der Küste sowie eine Landfläche von 203 ha.

## Ökologie
Die flachen Küstengewässer besitzen Tiefen von 30 bis 50 m und werden von der Sonne erwärmt. Entsprechend finden sich dort große Mengen an Phyto- und Zooplankton. Die Küste besitzt typisch für die Santa-Elena-Halbinsel ein arides Klima und weist eine entsprechende Vegetation auf. Dies ist auf den Einfluss des kalten Humboldtstroms zurückzuführen, der in Küstennähe die Verdunstung des Ozeanwassers verringert und somit weniger Wolken und Regen erzeugt. Das Meer innerhalb und in der Nähe des Reservats gilt als eines der Gebiete mit der höchsten Fischkonzentration an der ecuadorianischen Küste, möglicherweise weil dieses Areal Teil eines biologischen Kaltwassersystems ist, das von Peru bis zu den Galápagos-Inseln reicht. Viele der typischen Küstenvogelarten des Landes wie Tölpel, Pelikane, Seeschwalben und Sturmvögel besuchen das Reservat. Die Gewässer um die Landspitze La Chocolatera bilden ein wichtiges Refugium für 16 Meeressäuger-Arten, darunter zwei Seelöwen-Arten, sieben Wal-Arten, darunter der Buckelwal sowie sieben Delfin-Arten. Obwohl auf der Landfläche des Schutzgebietes die Zahl der Tiere und Pflanzen durch den menschlichen Druck zurückgegangen ist, gibt es immer noch Säugetiere wie das Opossum, verschiedene Arten von Eidechsen, Leguanen, Schlangen und Kröten sowie etwa 80 für die Trockengebiete der ecuadorianischen Küste typische Pflanzenarten.